# Снелл, Джордж
Джордж Дэйвис Снелл (англ. George Davis Snell; 19 декабря 1903, Брадфорд, Массачусетс — 6 июня 1996, Бар-Харбор, Мэн) — американский генетик и иммунолог, который открыл генетические факторы, определяющие тканевую совместимость при трансплантации. Его работы на мышах привели вскоре к открытию главного комплекса гистосовместимости у человека, что стало основой подбора доноров для успешной трансплантации тканей и органов. В 1980 году Снелл получил Нобелевскую премию по физиологии и медицине вместе с Барухом Бенасеррафом и Жаном Доссе.
Член Национальной академии наук США (1970), иностранный член Французской академии наук (1978).
В 1992 году подписал «Предупреждение человечеству».